# Chassy (Cher)
 Chassy  es una comuna y población de Francia, en la región de Centro, departamento de Cher, en el distrito de Bourges y cantón de Baugy.
Su población en el censo de 1999 era de 229 habitantes.
Está integrada en la Communauté de communes du Pays de Nérondes.

## Demografía
| 366 | 316 | 278 | 231 | 203 | 229 |
| Para los censos de 1962 a 1999 la población legal corresponde a la población sin duplicidades (Fuente: INSEE [Consultar]) |     |     |     |     |     |